# Out of This World (álbum de Shakatak)
Out of This World es el cuarto álbum de estudio de la banda británica de jazz-funk Shakatak. Fue publicado a mediados de octubre de 1983 por Polydor Records.

## Lista de canciones
Todas las canciones escritas y compuestas por Bill Sharpe y Roger Odell, excepto donde esta anotado.
Lado uno
1. «Dark Is the Night» – 5:28
2. «Don't Say That Again» – 4:46
3. «Slip Away» – 5:19
4. «On Nights Like Tonight» (Sharpe) – 5:13

Lado dos
1. «Out of This World» – 5:53
2. «Let's Get Together» (Sharpe) – 3:48
3. «If You Could See Me Now» – 6:56
4. «Sanur» – 4:44

## Créditos y personal
Créditos adaptados desde las notas de álbum.
Shakatak
- Bill Sharpe – teclado
- Keith Winter – guitarra
- George Anderson – bajo eléctrico, coros
- Roger Odell – batería, percusión
- Jill Saward – voz principal (6), voces
- Norma Lewis – voces

Músicos adicionales
- Tracy Ackerman – voz principal (4)
- Simon Morton – percusión
- Stuart Brookes – trompeta
- Martin Dobson – saxofón
- Nigel Wright – instrumentos de viento metal

Personal técnico
- Nigel Wright – productor
- Les McCutcheon – productor ejecutivo
- Nick Smith – ingeniero de audio
- Alwyn Clayden – director artístico
- Green Ink – diseño de portada
- Richard Cooke – fotografía
- Paul Cox – fotografía interior